# Kubu (Arongan Lambalek)
Kubu is een bestuurslaag in het regentschap Aceh Barat van de provincie Atjeh, Indonesië. Kubu telt 398 inwoners (volkstelling 2010).